# Fotbal Fulnek
Fotbal Fulnek is een Tsjechische voetbalclub uit Fulnek. 
Van 2007 tot 2009 speelde de club in de Druhá liga, de tweede klasse. In februari 2010 werd de club uitgesloten uit de derde klasse.
Naamsveranderingen:
- 1947 TJ ROMO Fulnek
- 199? TJ Fulnek
- 2006 Fotbal Fulnek a.s.